# Cheilotrichia baluchistanica
Cheilotrichia baluchistanica är en tvåvingeart som först beskrevs av Alexander 1944.  Cheilotrichia baluchistanica ingår i släktet Cheilotrichia och familjen småharkrankar. Inga underarter finns listade i Catalogue of Life.